# Antares (réseau)
Pour les articles homonymes, voir Antarès (homonymie).
 (mars 2023).
Si vous disposez d'ouvrages ou d'articles de référence ou si vous connaissez des sites web de qualité traitant du thème abordé ici, merci de compléter l'article en donnant les références utiles à sa vérifiabilité et en les liant à la section « Notes et références ».

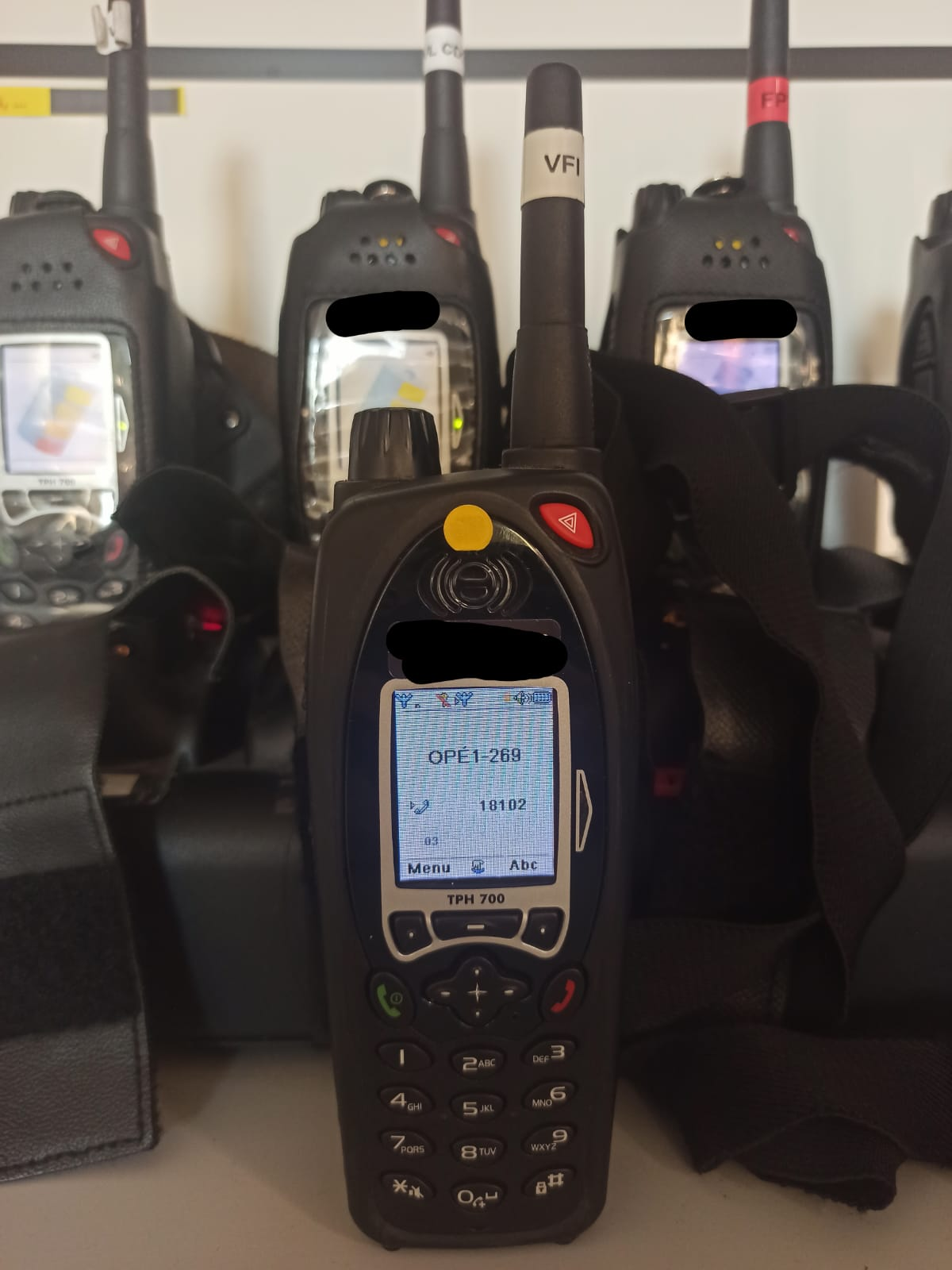
Radio Portatif des Sapeur-Pompier

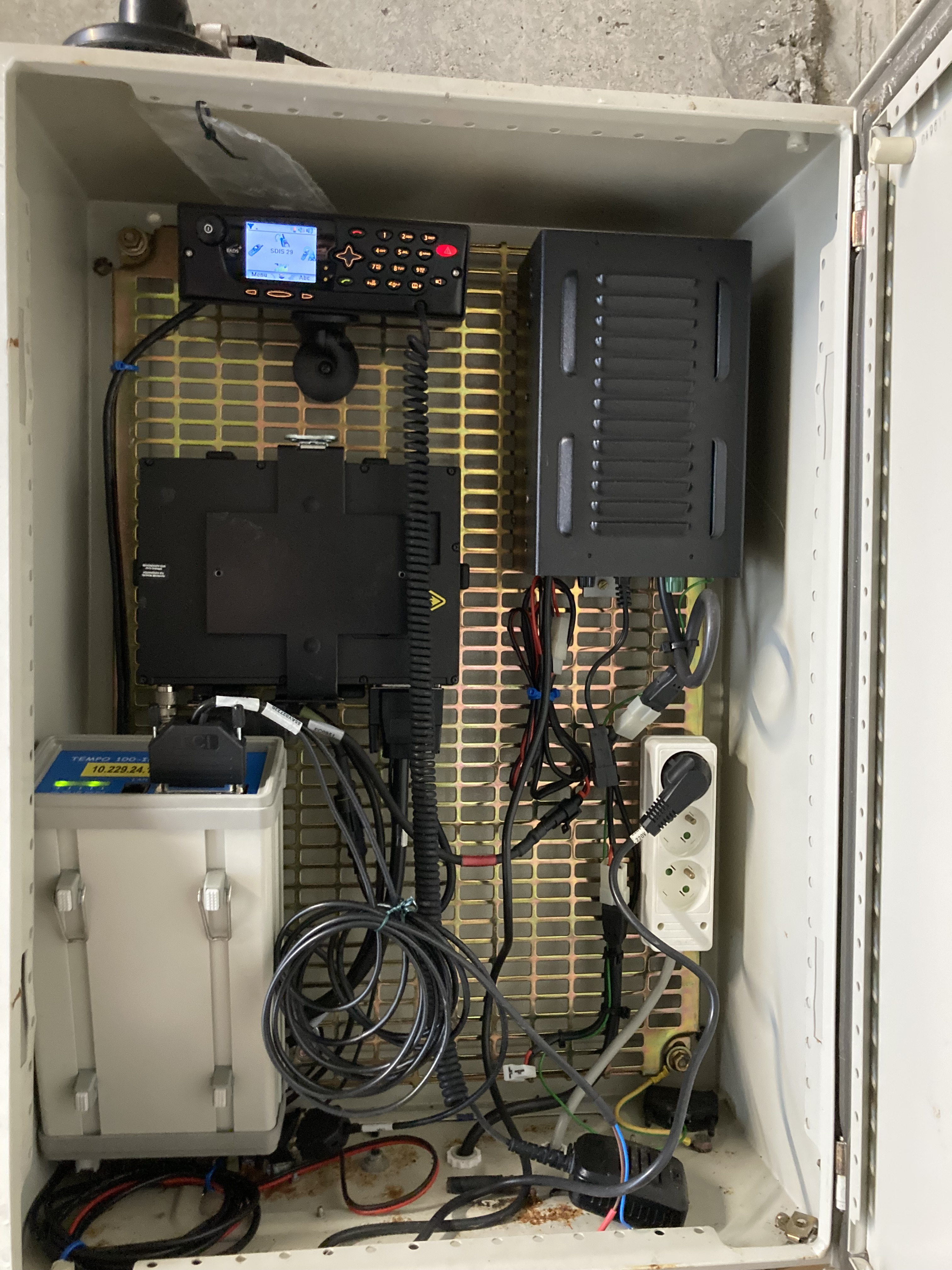
Coffret ANTARES SDIS sur la commune de Plogoff (29).

Antares est un réseau de télécommunications numérique des services publics français qui concourt aux missions de sécurité civile française. Son déploiement a commencé en 2004.
Antarès est l'acronyme d'« Adaptation nationale des transmissions aux risques et aux secours ».
Il sera remplacé progressivement à partir de 2024 par le réseau radio du futur.

## Définition INPT
L'infrastructure nationale partagée des transmissions (INPT) est un réseau radio numérique chiffré national dans la bande 380-400 MHz sur une technologie TETRAPOL (EADS) destiné à l'interopérabilité des sapeurs-pompiers, des unités de la sécurité civile, du déminage, des moyens aériens, des unités militaires, du SAMU, de la police (Acropol) et de la gendarmerie (RUBIS), pour les opérations de sécurité civile. Le réseau RUBIS de la Gendarmerie nationale (essentiellement les unités de Gendarmerie départementale) s'appuie également sur la technologie TETRAPOL mais sur une infrastructure physique distincte et sur une bande de fréquences différente (70 MHz). Cependant la technologie employée étant identique, une interopérabilité native ou via des moyens connexes est possible.
Ce réseau remplace les anciens réseaux analogiques. La première plate-forme expérimentale a été ouverte dans le département de l'Ain à l'été 2004 : la police, les sapeurs-pompiers et le SAMU exploitent au quotidien ce système commun. Le 18 octobre 2005, un exercice opérationnel interservice a permis de qualifier la performance de l'interopérabilité des services telle que fixée par la loi de modernisation de la sécurité civile en 2004.
Tous ces services disposent désormais d'un outil de télécommunications opérationnelles intégré permettant la coordination préfectorale et la remontée d'information à tous les niveaux hiérarchiques, du terrain jusqu'au niveau du gouvernement.
Le réseau de télécommunications « INPT » constitue avec les réseaux « Acropol » (Police) et « Corail NG » (gendarmerie mobile), et « Antares » (sapeurs pompiers). l'infrastructure nationale partageable des transmissions (INPT) organisée autour d'environ mille cinq cents sites-relais qui couvriront environ 95 % du territoire métropolitain français. Le réseau Acropol constitué initialement d'environ mille cent sites relais (85 % du territoire) est en passe d'être achevé début 2007. Le réseau CORAIL NG s'articule autour d'un commutateur de gestion propre à la gendarmerie et d'extensions de voies radio réalisées sur certains relais. Le réseau Antarès est étendu par la direction de la Sécurité Civile française (+300 relais) de 2007 à 2009. Les unités nationales de la sécurité civile (unités d'instruction et d'intervention UIISC, le déminage, les hélicoptères, les avions…) sont équipés durant cette période sauf la flotte d'avions bombardiers d'eau (ABE) dont les équipements radio numériques n'ont pas encore satisfait aux exigences de la DGAC ; les services d'incendie et de secours (cent mille terminaux) migrent progressivement sur ce réseau à partir de 2005.

## Simulation
Pour pouvoir communiquer comme en opérationnel avec les mêmes capacités et les mêmes contraintes, des outils[Quoi ?] existent pour pouvoir simuler l'infrastructure réseau ANTARES d'une organisation et imiter l'utilisation des terminaux radios associés. Il devient alors possible de réaliser des formations et des exercices d'entraînement de cadres, sans occuper le réseau ANTARES opérationnel. La société Crise fournit un simulateur d'infrastructure INPT.